# Crónica Ilustrada de Iván el Terrible
La Crónica Ilustrada de Iván el Terrible (Лицевой летописный свод) es la mayor compilación de información histórica  reunida en la Rusia medieval. Cubre el periodo desde la creación del mundo hasta 1567. Es conocida informalmente como el Libro del Zar (Царь-книга, Tsar Kniga), en analogía con la Tsar Kólokol y el Tsar Pushka
El manuscrito fue comisionado por Iván el Terrible específicamente para su biblioteca real, la biblioteca perdida de Iván el Terrible. El significado literal del título ruso es "Corpus de Crónicas de Caras", aludiendo a las numerosas miniaturas pintadas a mano. La compilación está compuesta por 10 volúmenes, que contienen unas diez mil hojas de papel de algodón. Está ilustrado con más de 16.000 miniaturas.

## Volúmenes

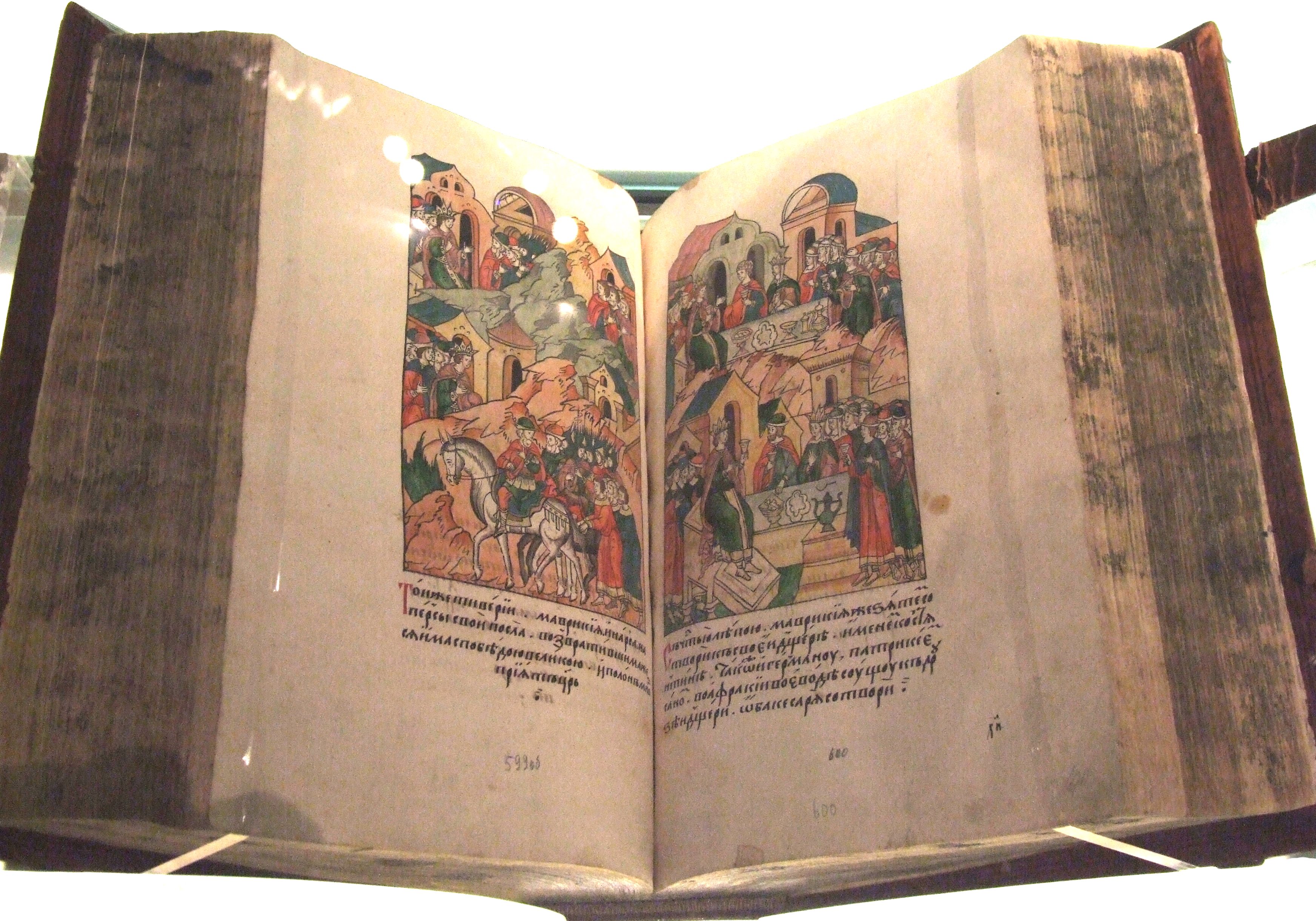
Cronógrafo de Caras.

Los volúmenes están agrupados en un orden cronológico relativo, y tratan sobre cuatro áreas principales: Historia Bíblica, Historia de Roma, Historia de Bizancio e Historia de Rusia. Los títulos y contenidos de los diez volúmenes son:
1. Miscelánea del museo (Музейский сборник, Museo Estatal de Historia) – 1 031 páginas, 1 677 miniaturas. Historia sagrada hebrea y griega, desde la creación a la destrucción de Troya en el siglo XIII a. C.
2. Miscelánea del Cronógrafo (Хронографический сборник, Biblioteca de la Academia Rusa de Ciencias) – 1 469 páginas, 2 549 miniaturas. Historia del antiguo Oriente (Periodo helenístico, Antigua Roma, desde el siglo XI a. C. hasta el año 70 d. C.
3. Cronógrafo de Caras (Лицевой хронограф, Biblioteca Nacional Rusa) – 1 217 páginas, 2 191 miniaturas. Historia de la Antigua Roma desde el año 70 al 337 e Historia del Imperio bizantino hasta el siglo X.
4. Volumen Golytsin (Голицынский том, Biblioteca Nacional Rusa) – 1 035 páginas, 1 964 miniaturas. Historia rusa de 1114 a 1247  y de 1425 a 1472.
5. Volumen Láptev (Лаптевский том, Biblioteca Nacional Rusa) – 1 005 páginas, 1 951 miniaturas. Historia rusa de 1116 a 1252.
6. Volumen Osterman I (Остермановский первый том, Biblioteca de la Academia Rusa de Ciencias). Historia rusa de 1254 a 1378.
7. Volumen Osterman II (Остермановский второй том, Biblioteca de la Academia Rusa de Ciencias) – 887 páginas, 1 581 miniaturas. Historia rusa de 1378 a 1424.
8. Volumen Shumílov (Шумиловский том, Biblioteca Nacional Rusa) – 986 páginas, 1 893 miniaturas. Historia rusa en 1425, y de 1478 a 1533.
9. Volumen del Sínodo (Синодальный том, Museo Estatal de Historia) – 626 páginas, 1125 miniaturas. Historia rusa de 1533 a 1542, y de 1553-1567.
10. Libro Regio (Царственная книга, Museo Estatal de Historia) – 687 páginas, 1 291 miniaturas. Historia rusa de 1533 a 1553.

## Historia
Se cree que la serie de manuscritos fue elaborada entre 1568 y 1576, aunque parece que los trabajos empezaron en la década de 1540.  Fue encargada por Iván el Terrible para la biblioteca real con el propósito de usarlos en la educación de sus hijos. El confidente del zar Alekséi Adáshev participó en la creación de la obra. En 1575, fueron introducidas correcciones en lo relativo al reinado de Iván IV. Originalmente, la obra no estaba encuadernada.
La crónica se conservó durante mucho tiempo en la biblioteca del zar, hasta que en 1683 fue entregada al Palacio Magistral y poco tiempo después fue dividida y repartida. Por ejemplo, el Cronógrafo de Caras se hallaba en el inventario de la biblioteca del Patio de la Imprenta (1727, 1775). En 1786, este tomo figura en el inventario de la biblioteca Tipográfica como destinada para ser transmitida a la biblioteca Sinodal. A principios del siglo XIX, el tomo pertenecía al noble moscovita, nacido griego Zoya Zósima, un gran comerciante y benefactor público.
Hoy día se conservan repartidos entre tres instituciones: Biblioteca Estatal, Museo Estatal de Historia y Biblioteca de la Academia de Ciencias.

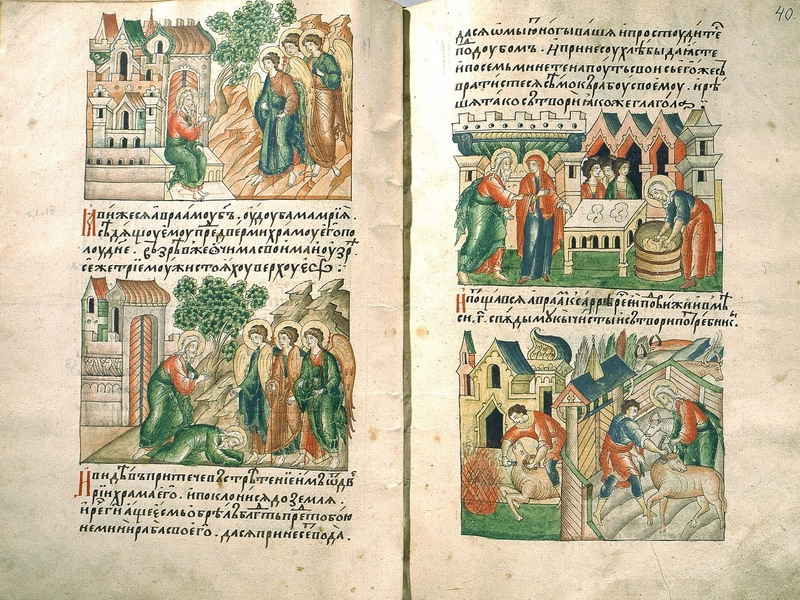
Crónica Ilustrada. Historia del fenómeno de los ángeles, Abraham.
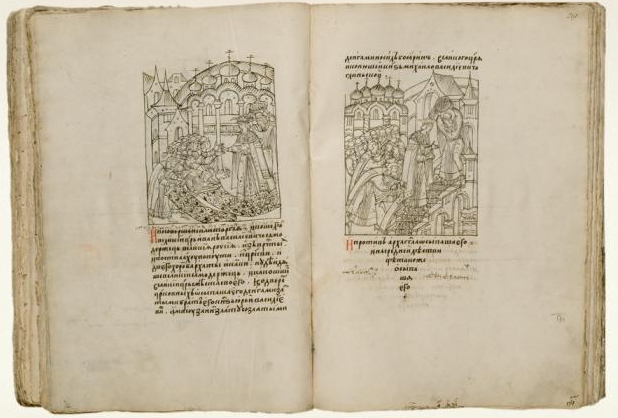
Libro Regio, coronación de Iván el Terrible.
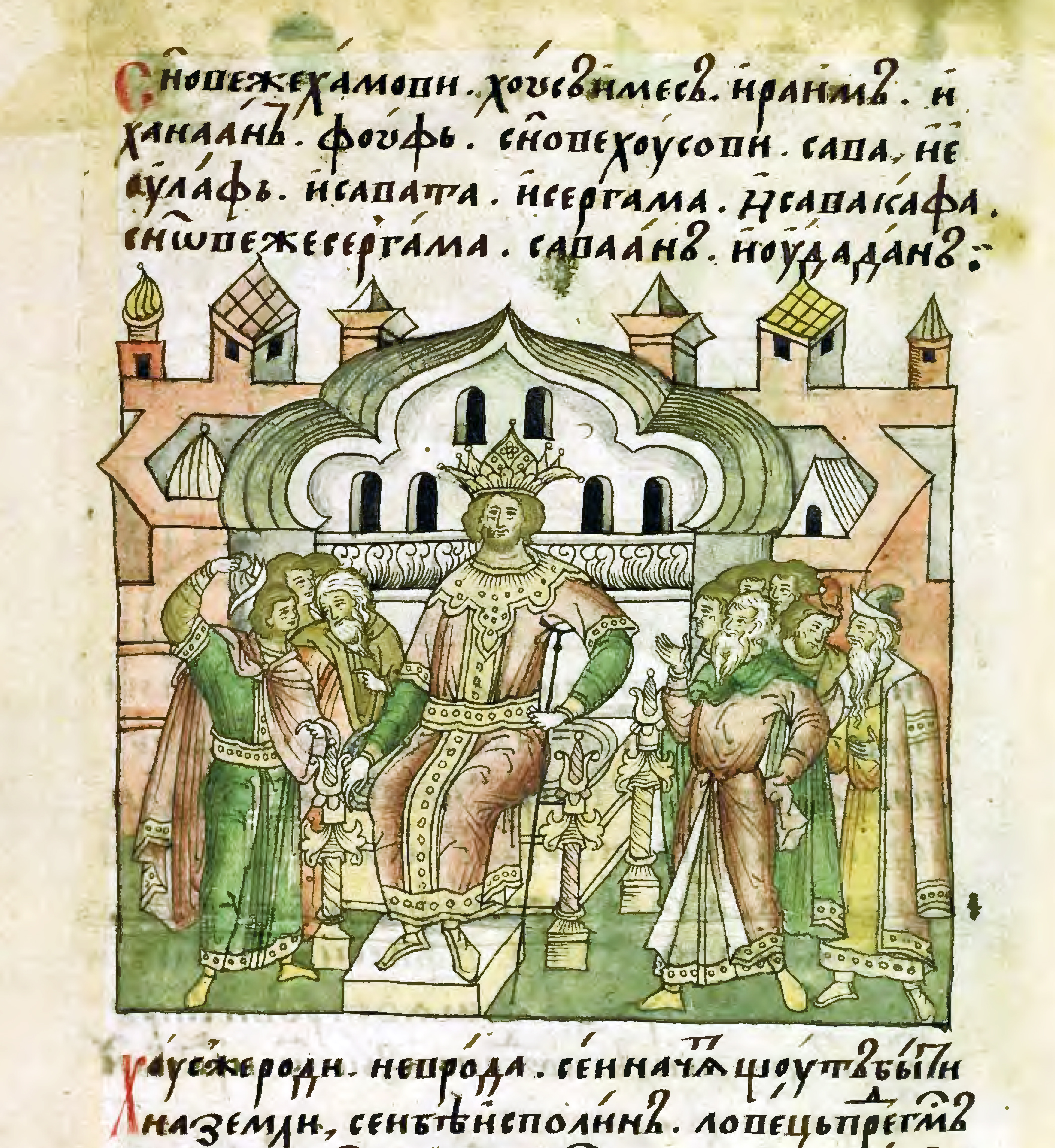
Página de la Crónica.
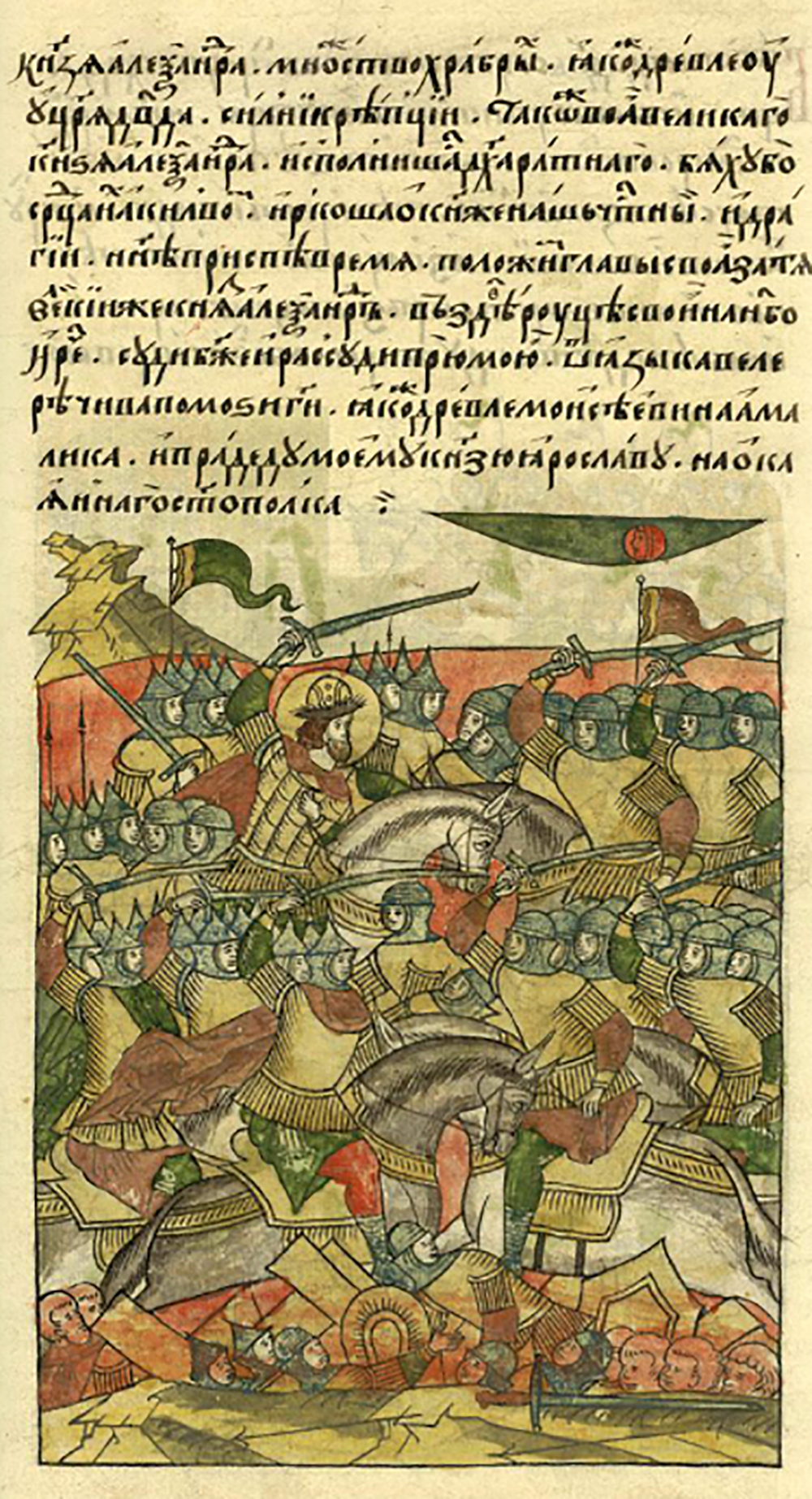
Batalla del Hielo en la Crónica.
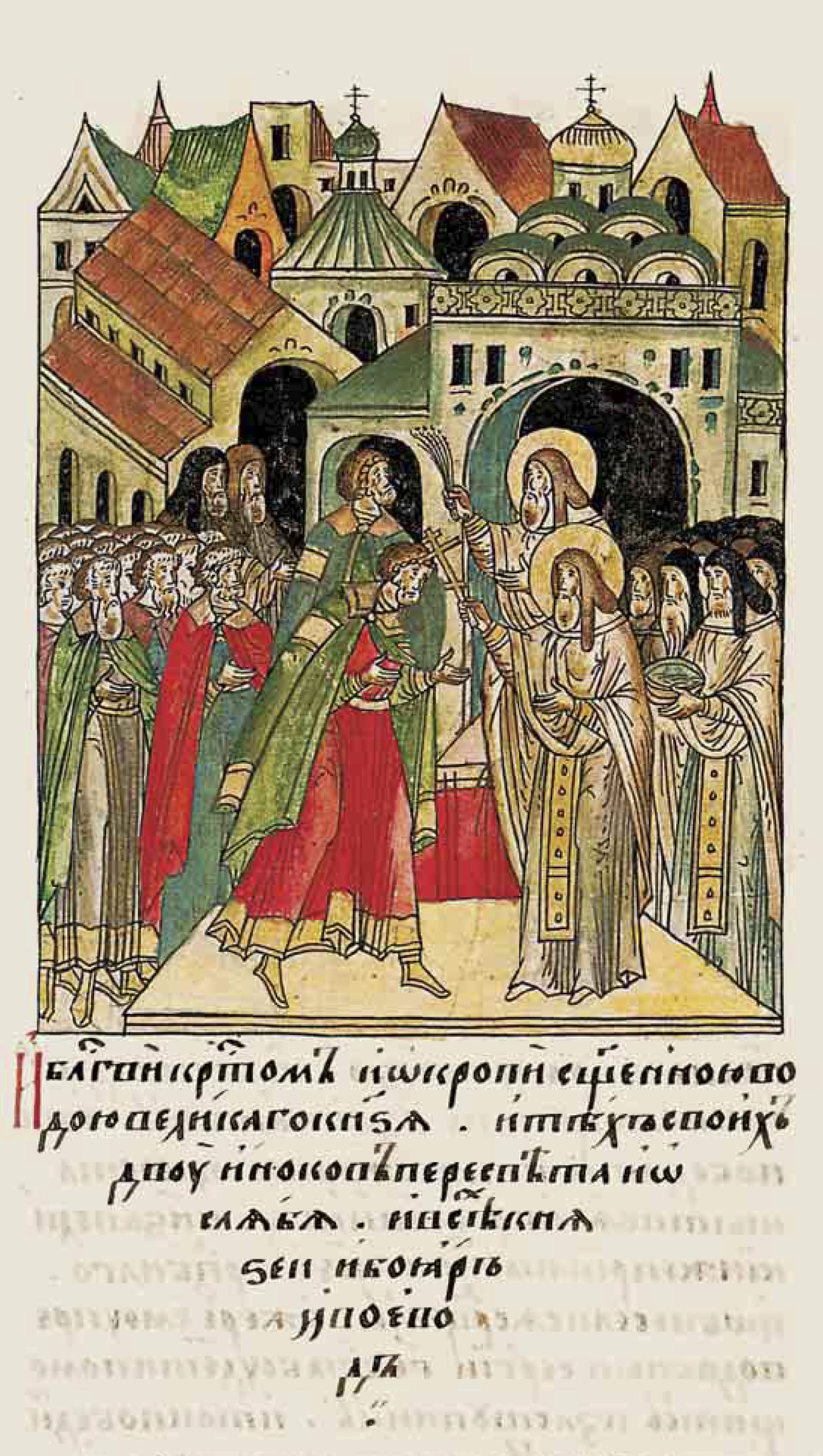
Aleksandr Peresvet el Monje Guerrero, y su compañero Osliabia bendecidos por San Sergio de Rádonezh.

## Influencia cultural y significado
Borís Kloss ha caracterizado la obra como la "más grande obra cronográfica de la Rusia medieval".
Las miniaturas de la Crónica son ampliamente conocidas y son usadas a modo de ilustraciones, así como en el arte en general.